# Niemiecki Dom Narodowy w Czerniowcach
Niemiecki Dom Narodowy w Czerniowcach – budynek w Czerniowcach wzniesiony w 1910 r. w stylu neorenesansu.

## Historia
Pierwsze próby połączenia się niemieckich stowarzyszeń narodowych obserwowano już w latach 70. XIX wieku. Niemieckie centrum kultury  została założone w 1897 roku przez organizacje chrześcijańskie, które podjęły inicjatywę budowy niemieckiego domu narodowego. Jesienią 1908 r. monumentalny gmach był już pod dachem. Kolejne dwa lata trwały wewnętrzne prace wykończeniowe, które zakończono 4 czerwca 1910 r. W budynku znajdują się: piwiarnia na parterze oraz sala koncertowa.
W Czerniowcach, oprócz niemieckiego, istnieje jeszcze kilka domów narodowych:  polski, rumuński, ukraiński oraz żydowski.